# Emil Ferris
Pour les articles homonymes, voir Ferris.
Emil Ferris, née en 1962 à Chicago, est une dessinatrice américaine qui a surtout travaillé dans l'illustration.
Elle acquiert une notoriété soudaine comme auteure de bande dessinée en 2017 avec Moi, ce que j'aime, c'est les monstres (My Favorite Thing Is Monsters), récit de plus de huit cents pages publié par Fantagraphics mettant en scène Karen Reyes, petite fille qui cherche à résoudre le meurtre de sa belle voisine juive dans le Chicago des années 1960.

## Biographie
Emil Ferris naît en 1962 dans le South Side de Chicago dans une famille d'artistes et grandit dans le quartier d'Uptown. Elle travaille comme illustratrice et conceptrice de jouets, ayant notamment pour clients McDonald's et Takara Tomy.
En 2001, elle contracte le virus du Nil occidental, qui la laisse partiellement paralysée et la conduit à abandonner un temps son métier. Dans le cadre de sa rééducation, elle s'inscrit au cours d'écriture créative de l'École de l'Art Institute of Chicago et alors qu'elle regagne progressivement ses capacités motrices, se lance dans un long récit en bande dessinée, Moi, ce que j'aime, c'est les monstres.
Cette histoire de plus de huit cents pages se présente comme le journal intime de Karen Reyes, petite fille de dix ans fan de monstres qui cherche à comprendre pourquoi sa voisine, la belle Anka Silverberg, une rescapée de la Shoah, a été assassinée. Le récit alterne entre le récit de la vie de Karen à Chicago, des réflexions sur l'Amérique des années 1960 et l'histoire d'Anka sous l'Allemagne nazie. La technique est unique : le dessin est réalisé au stylo à bille, limitant fortement les possibilités de correction.
Prévue pour fin 2016 chez Fantagraphics, la première moitié de Moi, ce que j'aime, c'est les monstres est finalement publiée début 2017 après la faillite de son imprimeur chinois. L’artiste reçoit pour cette première publication trois prix Eisner aux États-Unis. La bande dessinée, qui surprend la critique par son audace et sa richesse, est très bien accueillie par de nombreux auteurs réputés (Alison Bechdel, Art Spiegelman ou Chris Ware). Sam Mendes se voit confier par Sony le projet d'adaptation cinématographique. Sa traduction française sort en août 2018 chez Monsieur Toussaint Louverture, et reçoit le fauve d'or au Festival d'Angoulême 2019.
Elle devait participer en 2024 aux Utopiales, le festival international de science-fiction à Nantes, mais doit annuler sa présence à cause d'un ennui de santé de son compagnon. Le tome 2 paraît en mai 2024 aux États-Unis, et en novembre de la même année en version française.

## Œuvres
- Emil Ferris (trad. de l'anglais par Jean-Charles Khalifa), Moi, ce que j'aime, c'est les monstres. Livre premier [« My favorite thing is monsters. Volume 1 »], Bordeaux, Monsieur Toussaint Louverture, 2018, 416 p. (ISBN 979-10-90724-47-1, BNF 45576234).
- Participation à : Diane Noomin et collectif, Drawing Power: Women's stories of sexual violence, harassment and survival, Abrams Books, 2019 (ISBN 9781419736193), prix Eisner de la meilleure anthologie 2020[6]
  - traduit en français par Samuel Todd sous le titre Balance ta bulle : 62 dessinatrices témoignent du harcèlement et de la violence sexuelle, Massot Éditions, 2020  (ISBN 978-2380352283)

- Emil Ferris (trad. de l'anglais par Jean-Charles Khalifa), Moi, ce que j'aime, c'est les monstres. Livre deuxième [« My favorite thing is monsters. Volume 2 »], Bordeaux, Monsieur Toussaint Louverture, 2024, 416 p. (ISBN 978-2381961491).

## Prix et distinctions
- 2017 : 
  - prix Ignatz de la meilleure auteure et du meilleur roman graphique pour Moi, ce que j'aime, c'est les monstres ;
  - Prix Lynd Ward du meilleur roman graphique pour Moi, ce que j'aime, c'est les monstres[7] ;
  - Prix Lambda Literary du meilleur roman graphique pour Moi, ce que j'aime, c'est les monstres ;
  - Personnalité de bande dessinée de l'année décerné par le site Comics Beat[8].
- 2018 : 
  - Prix Eisner du meilleur album, de la meilleure auteure, de la meilleure colorisation pour Moi, ce que j'aime, c'est les monstres[9] ;
  - Prix du roman graphique 2017 de la National Cartoonists Society pour Moi, ce que j'aime, c'est les monstres
- 2019 :
  - Grand prix de la critique ACBD pour Moi, ce que j'aime, c'est les monstres[10]
  - Fauve d'or du festival d'Angoulême[11] pour Moi, ce que j'aime, c'est les monstres
  - Prix Micheluzzi de la meilleure bande dessinée étrangère pour Moi, ce que j'aime, c'est les monstres[12]
  - Finaliste Prix de la BD Fnac France Inter[13] pour Moi, ce que j'aime, c'est les monstres
- 2020 : prix Eisner du meilleur one shot pour Our Favorite Thing Is My Favorite Thing Is Monsters[14]